# Pomacentrus
Pomacentrus ist eine Gattung indopazifischer Riffbarsche (Pomacentridae) und nach Chromis die zweitartenreichste Gattung dieser Familie.

## Verbreitung
Etwa 72 % der Pomacentrus-Arten leben im westlichen und zentralen Pazifik, ca. 45 Arten im Australasiatischen Mittelmeer, wogegen die Gattung im Indischen Ozean weniger artenreich vertreten ist.

## Merkmale

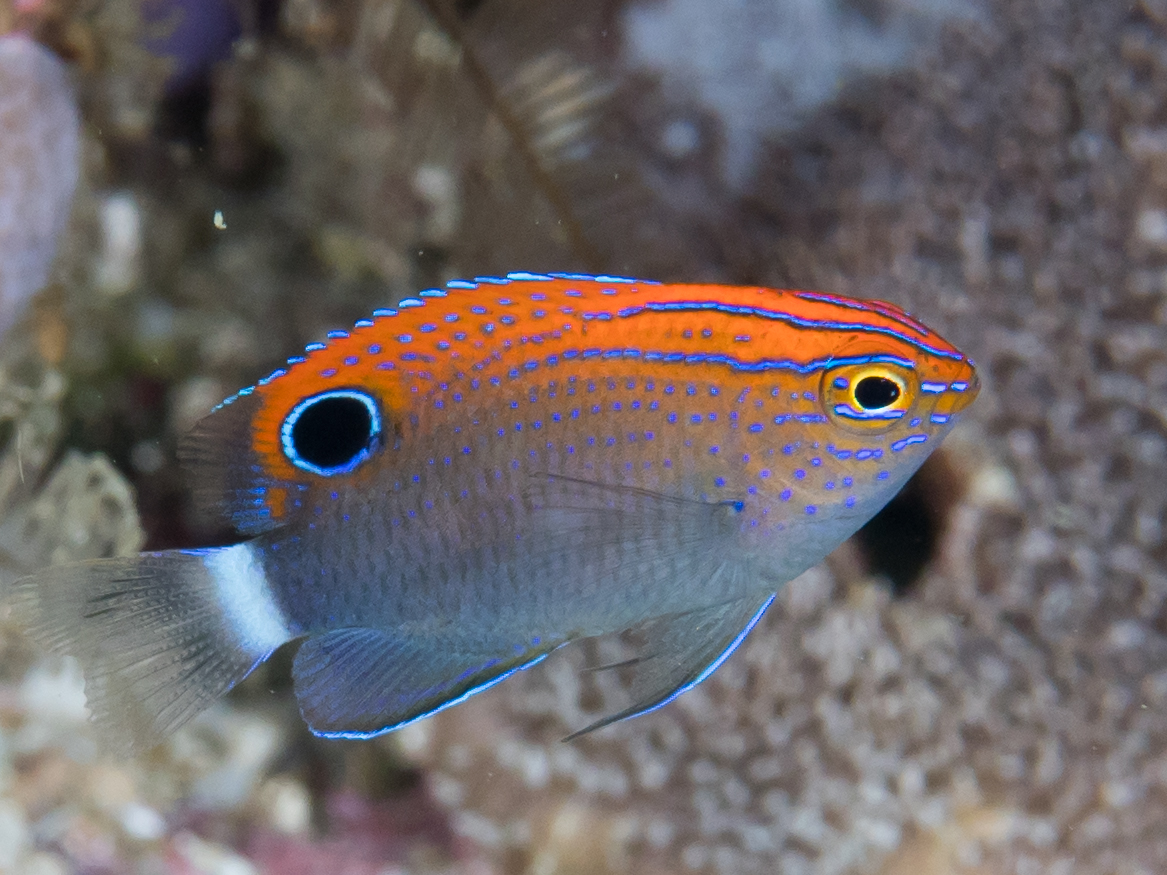
Pomacentrus bankanensis, Jungfisch mit Augenfleck im hinteren Bereich der Rückenflosse

Pomacentrus-Arten erreichen eine maximale Standardlänge von 8 bis 9 cm und haben einen mehr oder weniger gedrungenen Körper, dessen Höhe 1,8- bis 2,5-mal in der Standardlänge enthalten ist. Ihre Grundfärbung ist in den meisten Fällen bräunlich, grau, gelb oder blau oder eine Kombination dieser Farben. Jungfische, die kleiner als 3 bis 4 cm sind, zeigen im weichstrahligen Abschnitt ihrer Rückenflosse oft einen Augenfleck. Vor den Augen ist der Kopf in der Regel unbeschuppt. Der Rand der Augenringknochen ist normalerweise gesägt, selten glatt. Die Zähne sind in den meisten Fällen in zwei Reihen angeordnet. Die Anzahl der Kiemenrechen liegt bei 17 bis 30. Der Rand des Präoperculums ist fein gesägt, bei einigen Arten aber sehr schwach.
- Flossenformel: Dorsale XIII–XIV/12–16, Anale II/12–16, Pectorale 16–19.
- Schuppenformel: SL 13–19.

## Systematik
Die Gattung Pomacentrus wurde 1802 durch den französischen Naturforscher Bernard Germain Lacépède aufgestellt. Sie ist die Typusgattung der Riffbarsche (Pomacentridae), die im Jahr 1832 durch den italienischen Zoologen Charles Lucien Jules Laurent Bonaparte erstmals beschrieben wurde. Einer 2009 veröffentlichten Studie zur Phylogenie der Riffbarsche zufolge ist Pomacentrus möglicherweise ohne Einbeziehung der Gattung Altrichthys nicht monophyletisch oder Altrichthys ist die Schwestergattung von Pomacentrus.

## Arten

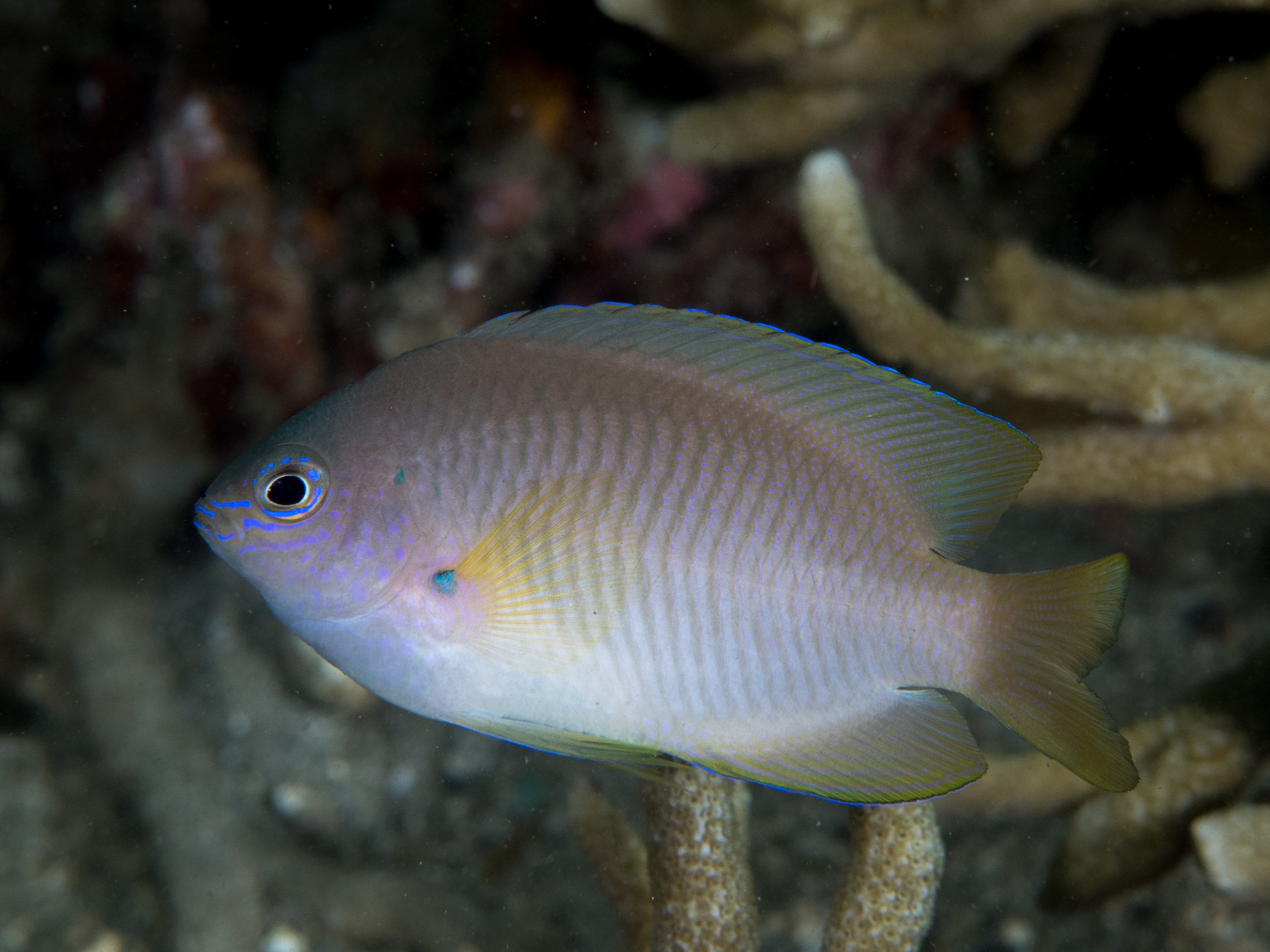
Pomacentrus amboinensis

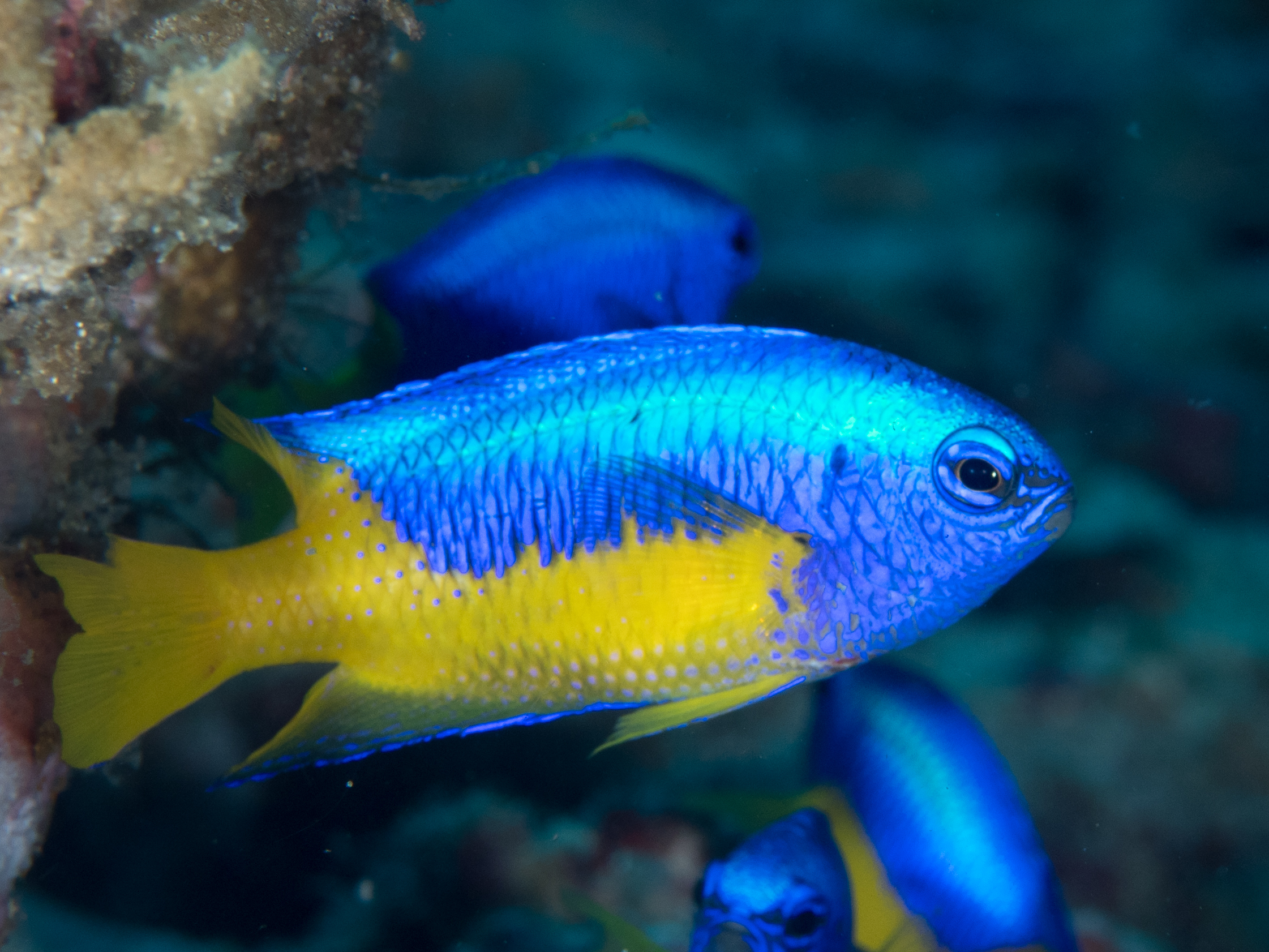
Pomacentrus auriventris

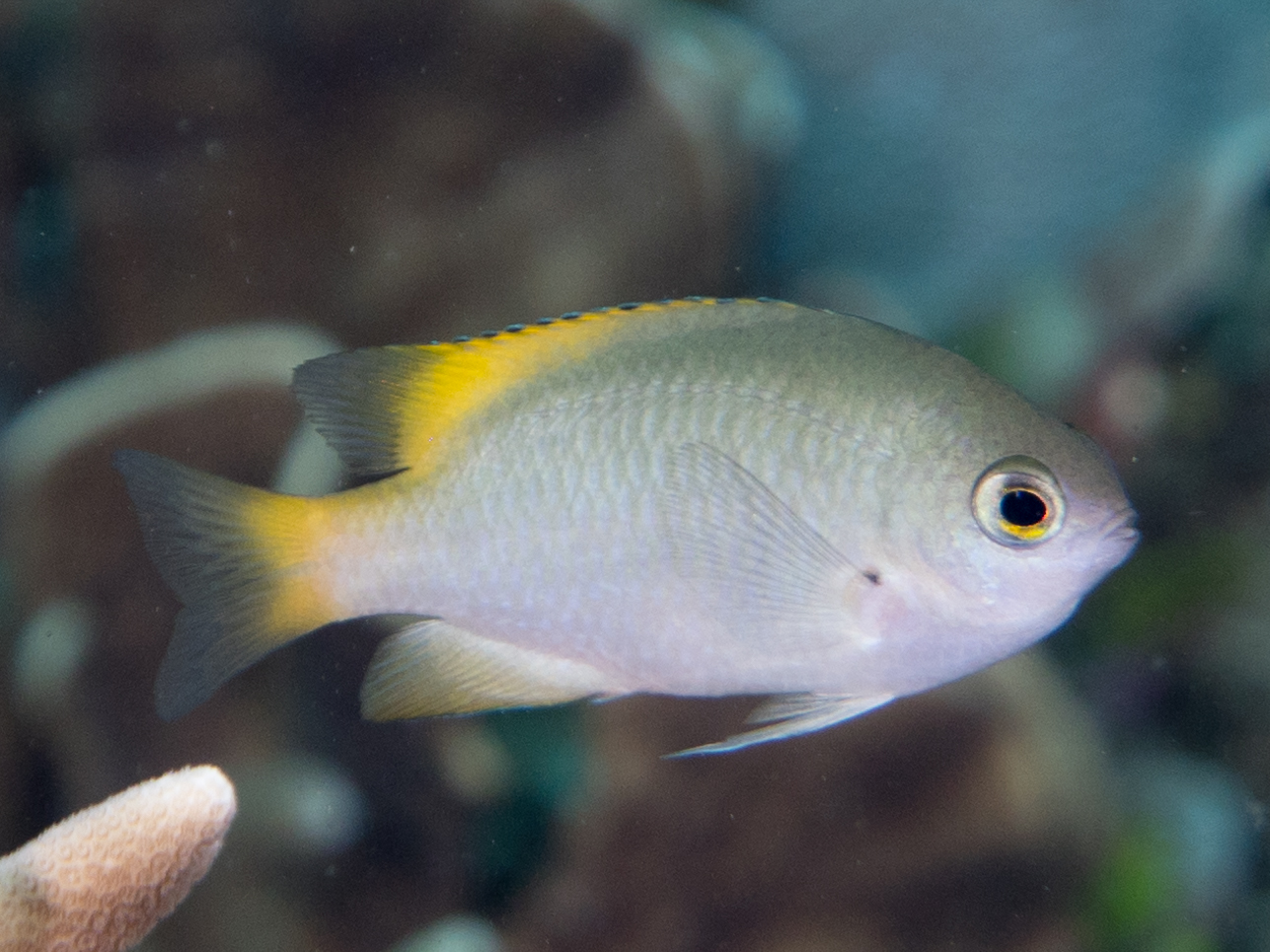
Pomacentrus lepidogenys

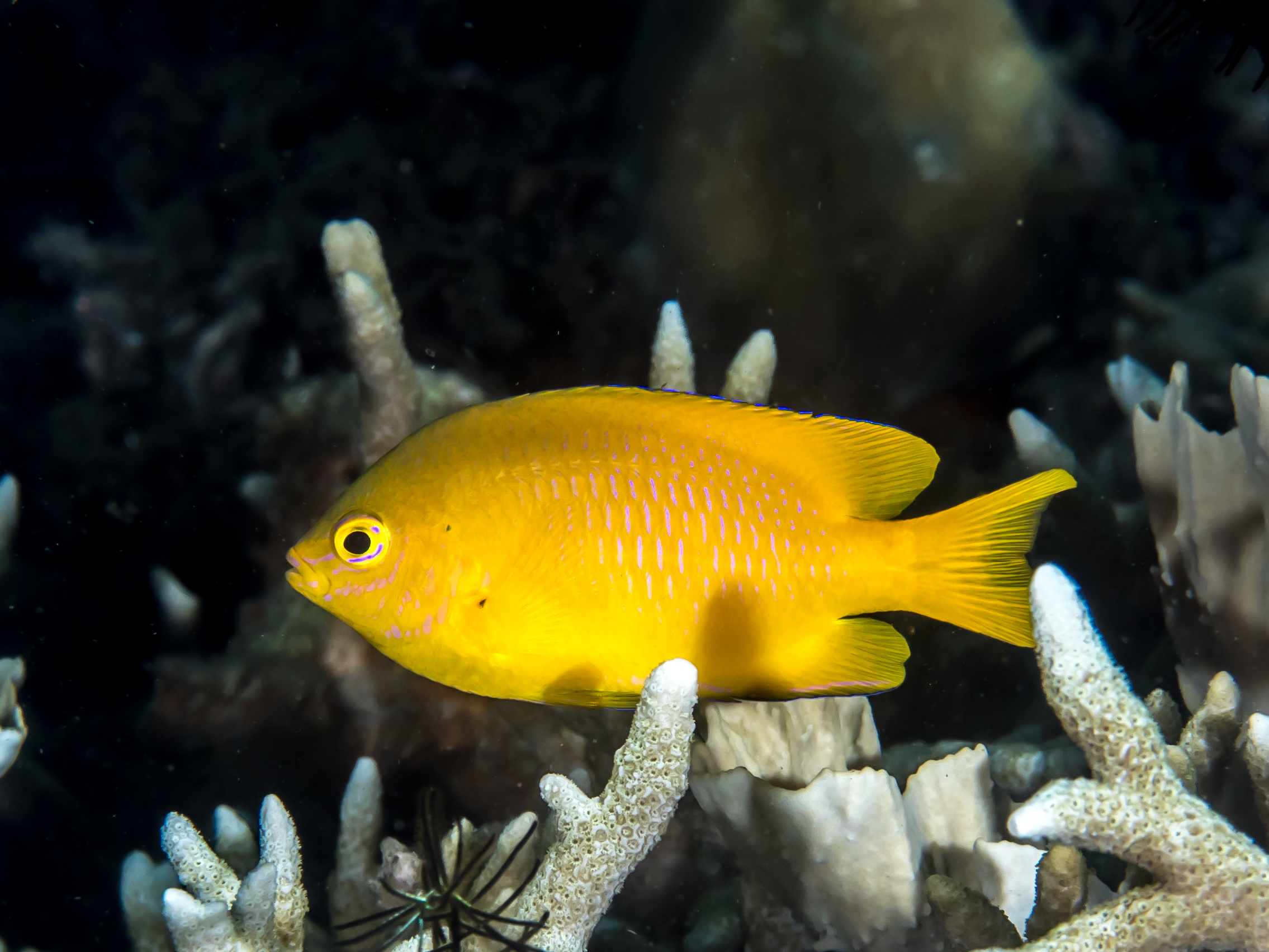
Pomacentrus moluccensis

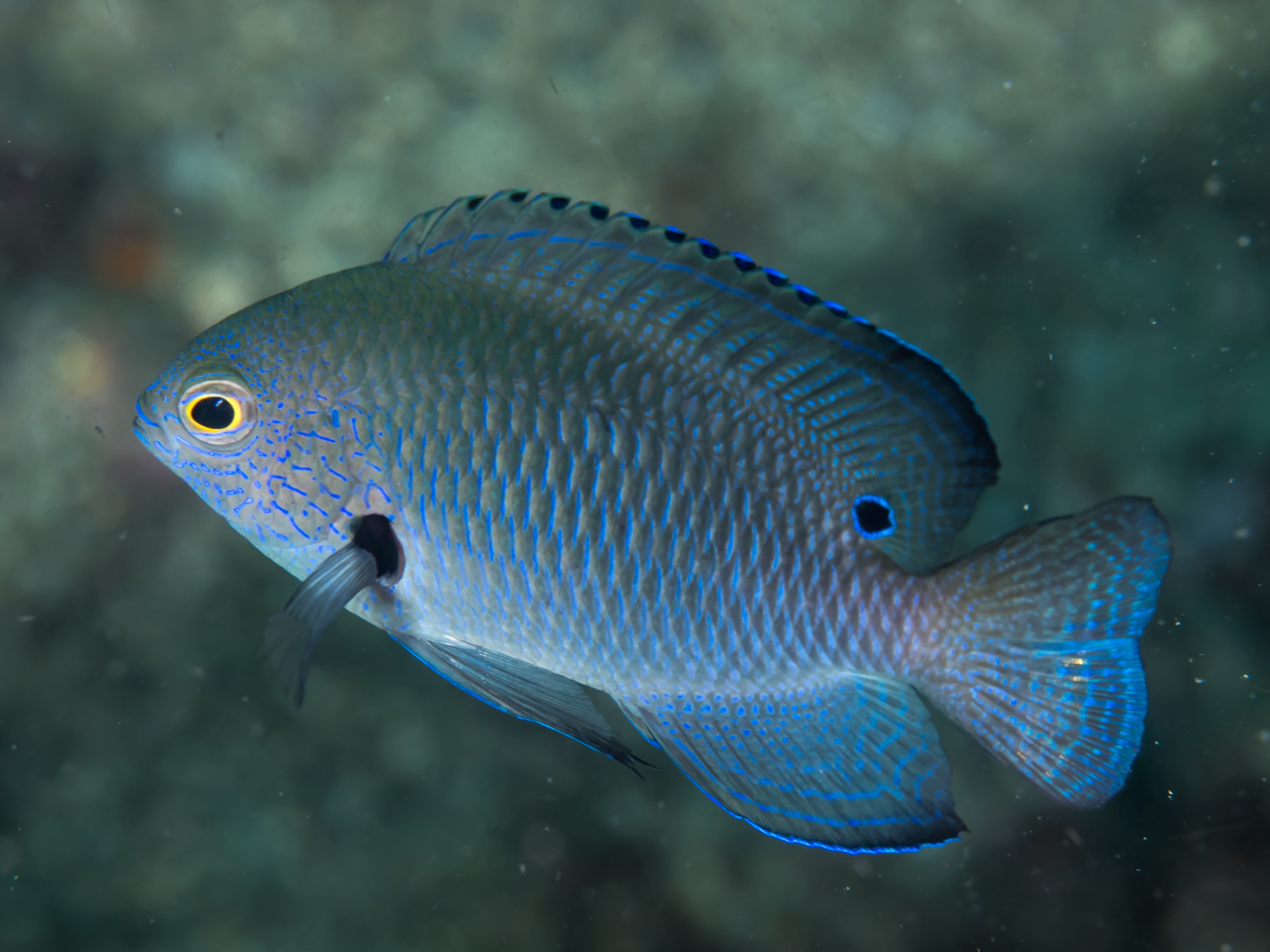
Pomacentrus nagasakiensis

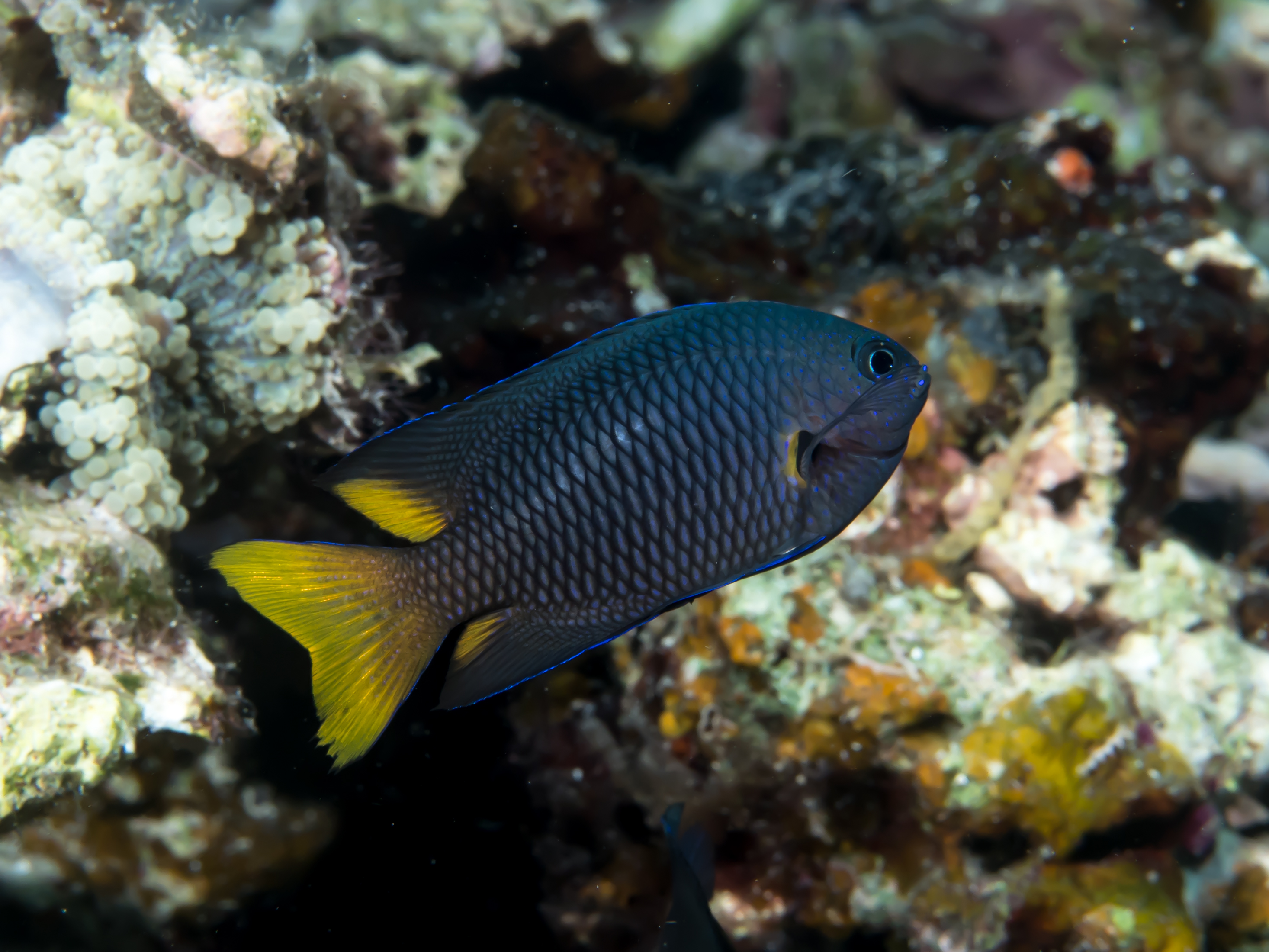
Pomacentrus philippinus

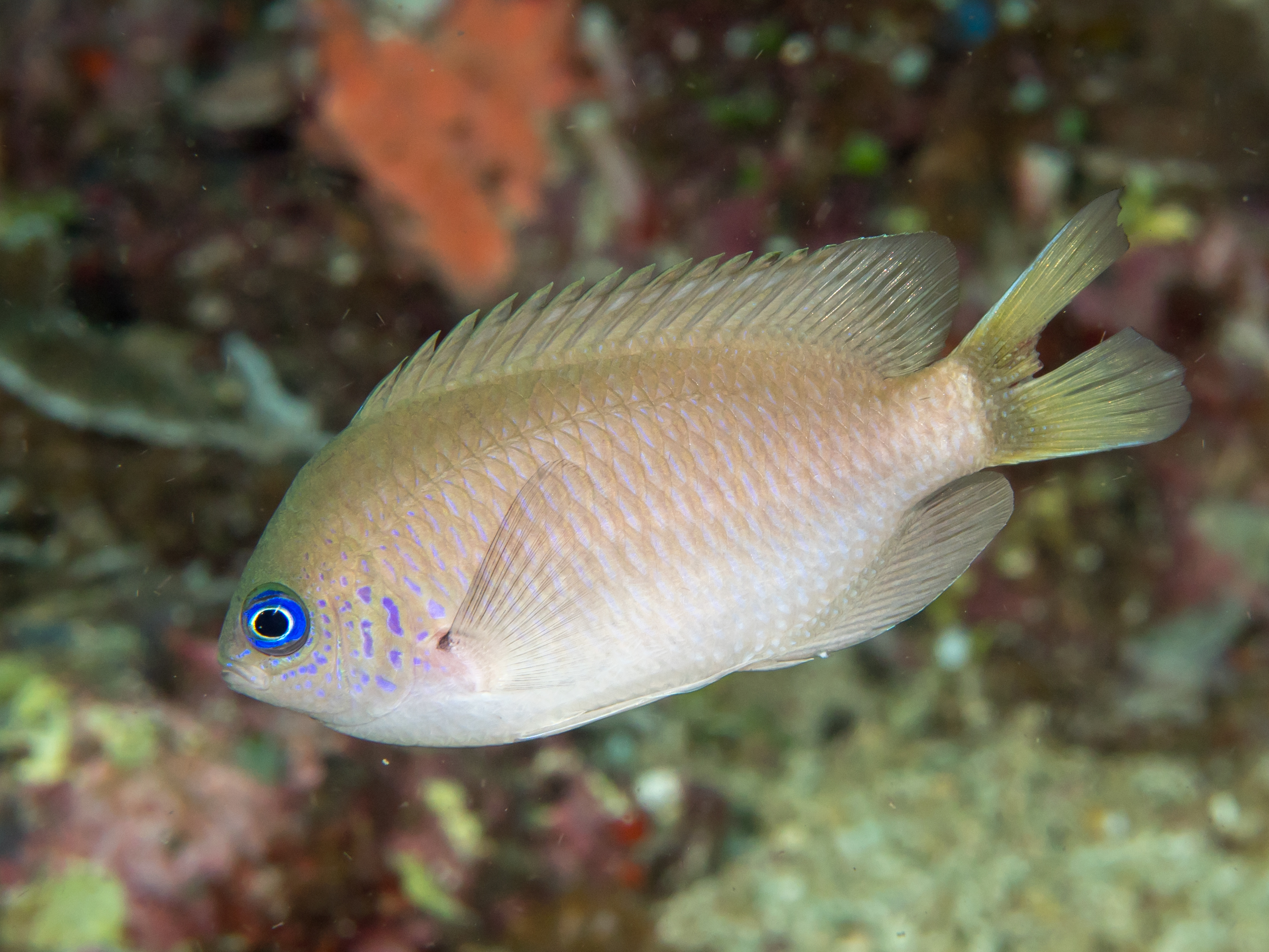
Pomacentrus reidi

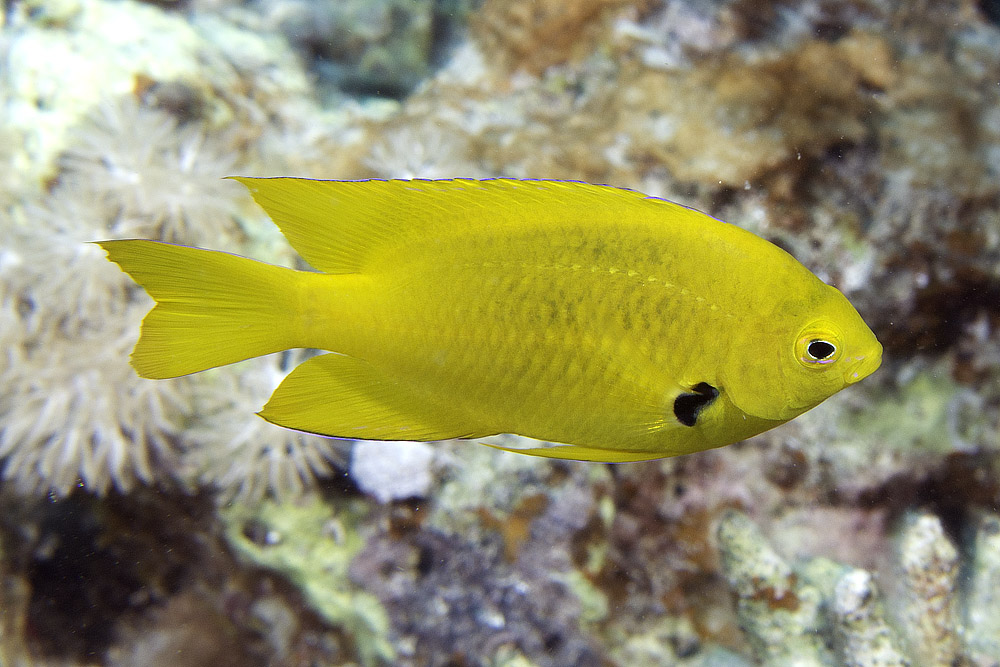
Pomacentrus sulfureus

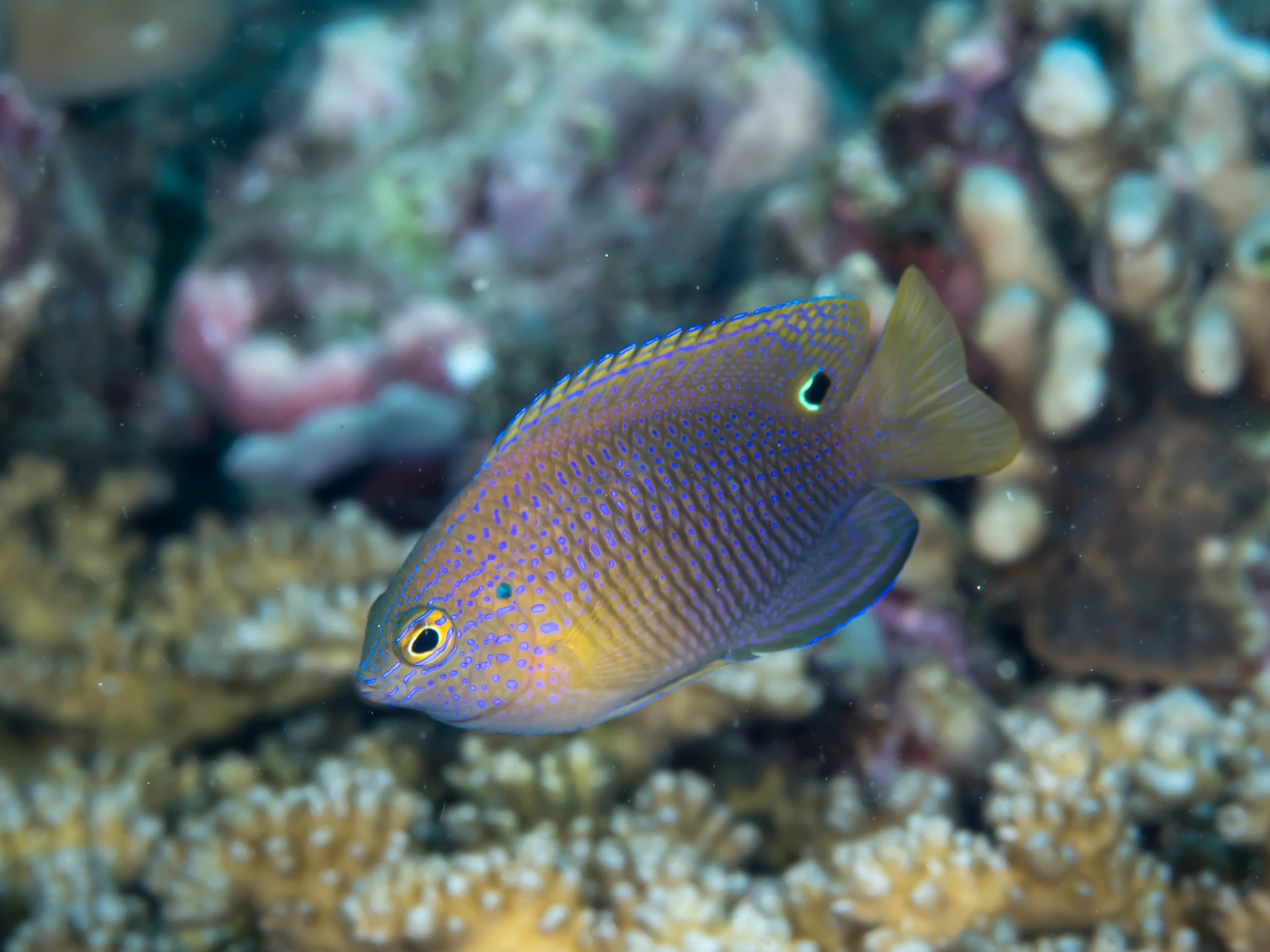
Pomacentrus vaiuli

Es gibt etwa 80 Arten. Da die pelagische Larvenphase bei vielen Vertretern der Gattung relativ kurz ist und die Larven dadurch wenig verbreitet werden, haben sich verschiedene Komplexe kryptischer Arten entwickelt, die nur ein sehr kleines Verbreitungsgebiet haben und sich äußerlich nur minimal unterscheiden. Die Arten werden in diesen Fällen vor allem aufgrund ihrer unterschiedlichen mtDNA unterschieden.
- Pomacentrus adelus Allen, 1991
- Pomacentrus agassizii Bliss, 1883
- Pomacentrus albiaxillaris Allen & Erdmann & Pertiwi, 2017
- Pomacentrus albicaudatus Baschieri-Salvadori, 1955
- Pomacentrus albimaculus Allen, 1975
- Pomacentrus alexanderae Evermann & Seale, 1907
- Pomacentrus alleni Burgess, 1981
- Pomacentrus amboinensis Bleeker, 1868
- Pomacentrus aquilus Allen & Randall, 1980
- Pomacentrus arabicus Allen, 1991
- Pomacentrus armillatus Allen, 1993
- Pomacentrus atriaxillaris Allen, 2002
- Pomacentrus aurifrons Allen, 2004
- Pomacentrus auriventris Allen, 1991
- Pomacentrus australis Allen & Robertson, 1974
- Pomacentrus azuremaculatus Allen, 1991
- Pomacentrus baenschi Allen, 1991
- Pomacentrus bangladeshius Habib, Islam, Nahar & Neogi, 2020
- Pomacentrus bankanensis Bleeker, 1854
- Pomacentrus bellipictus Allen & Erdmann & Hidayat, 2018
- Pomacentrus bintanensis Allen, 1999
- Pomacentrus bipunctatus Allen & Randall, 2004
- Pomacentrus brachialis Cuvier, 1830
- Pomacentrus burroughi Fowler, 1918
- Pomacentrus caeruleopunctatus Allen, 2002
- Pomacentrus caeruleus Quoy & Gaimard, 1825
- Pomacentrus callainus Randall, 2002
- Pomacentrus cheraphilus Allen, Erdmann & Hilomen, 2011
- Pomacentrus chrysurus Cuvier, 1830
- Pomacentrus coelestis Jordan & Starks, 1901
- Pomacentrus colini Allen, 1991
- Pomacentrus cuneatus Allen, 1991
- Pomacentrus emarginatus Cuvier, 1829
- Pomacentrus fakfakensis Allen & Erdmann, 2009
- Pomacentrus flavioculus Allen & Erdmann & Pertiwi, 2017
- Pomacentrus flavoaxillaris Allen & Erdmann & Pertiwi, 2017
- Pomacentrus geminospilus Allen, 1993
- Pomacentrus grammorhynchus Fowler, 1918
- Pomacentrus imitator (Whitley, 1964)
- Pomacentrus indicus Allen, 1991
- Pomacentrus javanicus Allen, 1991
- Pomacentrus komodoensis Allen, 1999
- Pomacentrus lepidogenys Fowler & Bean, 1928
- Pomacentrus leptus Allen & Randall, 1980
- Pomacentrus limosus Allen, 1992
- Pomacentrus littoralis Cuvier, 1830
- Pomacentrus maafu Allen & Drew, 2012
- Pomacentrus melanochir Bleeker, 1877
- Pomacentrus micronesicus Liu & Ho & Dai, 2013
- Pomacentrus microspilus Allen & Randall, 2005
- Pomacentrus milleri Taylor, 1964
- Pomacentrus moluccensis Bleeker, 1853
- Pomacentrus nagasakiensis Tanaka, 1917
- Pomacentrus nigriradiatus Allen & Erdmann & Pertiwi, 2017
- Pomacentrus nigromanus Weber, 1913
- Pomacentrus nigromarginatus Allen, 1973
- Pomacentrus novaeguineae Allen et al., 2022[7]
- Pomacentrus opercularis (Gunther)
- Pomacentrus opisthostigma Fowler, 1918
- Pomacentrus pavo (Bloch, 1787)
- Pomacentrus philippinus Evermann & Seale, 1907
- Pomacentrus pikei Bliss, 1883
- Pomacentrus polyspinus Allen, 1991
- Pomacentrus proteus Allen, 1991
- Pomacentrus reidi Fowler & Bean, 1928
- Pomacentrus rodriguesensis Allen & Wright, 2003
- Pomacentrus saksonoi Allen, 1995
- Pomacentrus similis Allen, 1991
- Pomacentrus simsiang Bleeker, 1856
- Pomacentrus smithi Fowler & Bean, 1928
- Pomacentrus spilotoceps Randall, 2002
- Pomacentrus stigma Fowler & Bean, 1928
- Pomacentrus sulfureus Klunzinger, 1871
- Pomacentrus taeniometopon Bleeker, 1852
- Pomacentrus trichrourus Günther, 1867
- Pomacentrus trilineatus Cuvier, 1830
- Pomacentrus tripunctatus Cuvier, 1830
- Pomacentrus umbratilus Allen et al., 2022[7]
- Pomacentrus vaiuli Jordan & Seale, 1906
- Pomacentrus vatosoa Frable & Tea, 2019
- Pomacentrus wardi Whitley, 1927
- Pomacentrus xanthocercus Allen et al., 2022[7]
- Pomacentrus xanthosternus Allen, 1991
- Pomacentrus yoshii Allen & Randall, 2004

## Belege
1. 1 2  Gerald Allen, Mark V. Erdmann, Putu Dian Pertiwi: Descriptions of four new species of damselfishes (Pomacentridae) in the Pomacentrus philippinus complex from the tropical western Pacific Ocean. Ocean Science 25(2017):47-76, Januar 2017, DOI: 10.5281/zenodo.317395
2. ↑  Gerald Allen, Mark V. Erdmann: A new species of damselfish (Pomacentrus: Pomacentridae) from western New Guinea. Records of the Western Australian Museum 25(2):121, Januar 2009, DOI: 10.18195/issn.0312-3162.25(2).2009.121-126, S. 122 u. 123.
3. ↑  B.G.E. Lacepède (1802): Historie naturelle des poissons. Tome Sixième. 4: i-xliv + 1-728, Pl. 1-16.
4. ↑  Pomacentrus im Catalog of Fishes (englisch)
5. ↑  Cooper, Smith, Westneat: Exploring the radiation of a diverse reef fish family: Phylogenetics of the damselfishes (Pomacentridae), with new classifications based on molecular analyses of all genera.  Molecular Phylogenetics and Evolution, Volume 52, Issue 1, Juli 2009, Pages 1-16, doi:10.1016/j.ympev.2008.12.010
6. ↑  Pomacentrus auf Fishbase.org (englisch)
7. 1 2 3  Gerald Allen, Mark V. Erdmann & Putu Dian Pertiwi (2022): Description of three new species of damselfish belonging to the Pomacentrus philippinus group (Pomacentridae) from Melanesia and the eastern and central Indian Ocean. aqua, International Journal of Ichthyology, 28 (1): 1-26.